# 16e corps d'armée (1870-1871)
Pour les articles homonymes, voir 16e corps d'armée.
Pour le corps recréé en 1873, voir 16e corps d'armée (France).
Le 16e corps d'armée est un corps de l'Armée française créé lors de la guerre franco-allemande de 1870. Il est mis sur pied à Blois par le vice-amiral Fourichon, délégué au ministère de la marine et à celui de la guerre par intérim.

## Les chefs du16ecorps d'armée
- 13 octobre 1870 : général d'Aurelle de Paladines ;
- 17 octobre 1870 - 2 novembre 1870 : général Pourcet d'Arnéguy ;
- 2 novembre 1870 : général Chanzy ;
- 5 décembre 1870 : amiral Jauréguiberry.

## Composition au 15 octobre 1870
- 1re division d'infanterie
  - 1re brigade :
    - 3e bataillon de marche de chasseurs à pied
    - 39e régiment de marche d'infanterie
    - 75e régiment de mobiles de Maine-et-Loire et Loir-et-Cher

  - 2e brigade :
    - 37e régiment de marche d'infanterie
    - 33e régiment de mobiles de la Sarthe

  - Artillerie :
    - Deux batteries de 4 et une de mitrailleuses

  - Génie :
    - une section
- 2e division d'infanterie
  - 1re brigade :
    - 7e bataillon de marche de chasseurs à pied
    - 31e régiment de marche d'infanterie
    - 22e régiment de la garde mobile de la Dordogne

  - 2e brigade :
    - 38e régiment de marche d'infanterie
    - 66e régiment de la garde mobile de la Mayenne

  - Artillerie :
    - Quatre batteries de 4 et une de mitrailleuses

  - Génie :
    - une section
- 3e division d'infanterie
  - 1re brigade :
    - 8e bataillon de marche de chasseurs à pied
    - 36e régiment de marche d'infanterie
    - 8e régiment de la garde mobile de la Charente-Inférieure

  - 2e brigade :
    - 40e régiment de marche d'infanterie
    - 71e régiment de la garde mobile de la Haute-Vienne

  - Artillerie :
    - Quatre batteries de 4

  - Génie :
    - une section
- Division de cavalerie
  - 1re brigade :
    - 1er régiment de marche de hussards
    - 2e régiment de cavalerie mixte (cavalerie légère)

  - 2e brigade :
    - 6e régiment de lanciers
    - 3e régiment de cavalerie mixte (cavalerie légère)

  - 3e brigade :
    - 3e régiment de marche de cuirassiers
    - 4e régiment de marche de dragons
    - 4e régiment de cavalerie légère mixte

  - Artillerie :
    - Une batterie à cheval
- Artillerie de réserve
  - Quatre batteries de 12, deux batteries de 7, trois batteries de 4 à cheval et deux batteries de 4 de montagne

## Historique
- Armée de la Loire
  - Bataille de Coulmiers
  - Bataille de Loigny-Lumeau-Poupry
  - Bataille d'Orléans
- Seconde armée de la Loire
  - Bataille du Mans (1871)